# Ecology Glacier
Der Ecology Glacier (englisch für Ökologiegletscher, polnisch Lodowiec Ekologii) ist ein Gletscher auf King George Island im Archipel der Südlichen Shetlandinseln. Er fließt in nordöstlicher Richtung zur Suszczewski Cove, die er nördlich des Llano Point erreicht.
Teilnehmer einer polnischen Antarktisexpedition im Jahr 1980 benannten ihn nach dem Institut für Ökologie der Polnischen Akademie der Wissenschaften, das zu diesem Zeitpunkt die nahegelegene Arctowski-Station betrieb. Das UK Antarctic Place-Names Committee überführte am 8. Juli 2003 die polnische Benennung ins Englische.